# Adam Friedrich Geisler
Adam Friedrich Geisler, der Jüngere (auch Geißler oder Geissler) (* 12. Mai 1757 in Rehmsdorf bei Zeitz; † vermutlich um 1800) war ein deutscher (sächsischer) Schriftsteller und Verleger.

## Ausbildung
Von 1772 bis 1774 besuchte Geisler die Fürstenschule Schulpforta und studierte danach Rechtswissenschaft und Kameralwissenschaft an der Universität Leipzig.

## Autor, Herausgeber, Verleger
Hauptsächlich in den 1780er Jahren veröffentlichte Geisler sehr viele Werke. Auch viele anonym erschienene wurden ihm zugeschrieben.
Teilweise werden auch die 1774 in Mitau, heute Jelgava (Lettland) veröffentlichten Romanzen dem damals 17-Jährigen zugetraut.
1781 erschien in Bremen das Lustspiel Die Beiden Wechselbälge, oder Was thut die Einbildung nicht? mit dem Autor „A. F. G - r, dem jüngern“.
1782/83 veröffentlichte Geisler die erste, aber sehr umstrittene Ausgabe der Gedichte Ludwig Höltys. Im 19. Jahrhundert zeigte sich, dass die Vorwürfe übertrieben waren.
In der Buchhandlung der Gelehrten zu Dessau sorgte er für den erfolgreichsten Titel mit: Adam Friedrich Geisler's, des jüngern, Geschichte und Zustand der Königlich-Grosbrittannischen Kriegsmacht zu Wasser und zu Lande von den frühesten Zeiten bis an's Jahr 1784. Nebst einem Abris des lezten amerikan. Krieges... Die „Buchhandlung der Gelehrten“ in Dessau war ein „Selbstverlagsunternehmen für Autoren auf genossenschaftlicher Grundlage, das bis 1788 bestand.“
Das von Geisler herausgegebene Archiv weiblicher Hauptkenntnisse wird als die erste deutsche Frauenzeitschrift für die alltäglichen Probleme („Hausfrauenblatt“) gesehen.

## Zeichner
Geisler gab auch eine Sammlung von „Ansichten der Stadt Leipzig“ heraus – wiederum mit umstrittenen Anteil. Bilder, unterschrieben mit „Geisler jun.“ werden meist Adam Friedrich Geisler, dem Jüngeren zugeordnet, aber auch Christian Gottfried Heinrich Geißler, einem Leipziger Kupferstecher, der zur selben Zeit in Erscheinung trat.

## Rückzug aus der Öffentlichkeit
1794 hat Geisler einen großen Teil seiner Verlagsrechte nach Prag an Albrecht und Komp. verkauft. Mit Johann Friedrich Ernst Albrecht und dessen Frau Sophie Albrecht hatte er bereits vorher zusammengearbeitet.